# جانوران اجتماعی (فیلم)
جانوران اجتماعی (به انگلیسی: Social Animals) یک فیلم کمدی آمریکایی محصول سال ۲۰۱۸ که در نخستین کارگردانی توسط ترزا بنت نوشته و کارگردانی شده‌است. بازیگران اصلی فیلم جاش ردنر، آیا کش، کارلی چایکین، فورچون فیمستر و سمیرا وایلی هستند.
این فیلم در یک انتشار محدود و از طریق ویدئو هنگام درخواست در تاریخ اول ژوئن ۲۰۱۸ توسط کمپانی پارامونت پیکچرز منتشر شد.

## داستان
زوئه زنی تقریباً ۳۰ ساله است. یک زن عقیم شکست‌خورده سعی می‌کند تا کسب و کار ضعیف خود را نجات دهد و عشق را برای نخستین بار با مردی که دوستش دارد در آغوش بگیرد و…

## فیلم‌برداری
فیلم‌برداری اصلی در سپتامبر سال ۲۰۱۶ در آستین، تگزاس آغاز شد.